# W. E. B. Griffin
W. E. B. Griffin, teljes nevén William Edmund Butterworth III (Newark, New Jersey, 1929. november 10. – Daphne, Alabama, 2019. február 12.) amerikai katonai és detektívregény-író, hét sorozatban 59 regénye jelent meg.  

## Írói pályafutása
A koreai háború befejezése után az író továbbra is a katonaságnál dolgozott polgári minőségben, mint az amerikai hadsereg jelzőrepülési tesztelési és támogatási tevékenységének publikációs osztályának vezetője az alabamai Fort Ruckerben  .
Első három regénye sikeresnek bizonyult, otthagyta ezt a munkát, hogy teljes munkaidőben írjon. 

## Művei
Az író művei a Libri könyvkiadónál.
Gold Book Könyvkiadó információk, könyvek.
Magyarországon fordításban megjelent művei
- A tengerészgyalogosok sorozat

1. Mindhalálig
2. Fegyverbe!
3. Ellentámadás
4. Hadszíntér
5. Tűzvonalban
6. Közelharc
7. Ellenséges vonalak mögött
8. A veszély útjában
9. Ellenséges tűzben
10. Visszavonulni? Soha!

- A háború katonái sorozat

1. Hadnagyok
2. Századosok
3. Őrnagyok
4. Ezredesek
5. Zöldsapkások
6. Tábornokok
7. Új nemzedék
8. Repülősök
9. Különleges kommandósok I-II.

- Kémek háborúja sorozat

1. Az utolsó hősök
2. Titkos harcosok
3. Katonák és kémek
4. Harcoló ügynökök
5. W. E. B. Griffin és IV. William E. Butterworth: Szabotőrök
6. W. E. B. Griffin és IV. William E. Butterworth: Kettősügynökök
7. W. E. B. Griffin és IV. William E. Butterworth: A mesterkémek

- A becsület jelvénye sorozat

1. Kék egyenruhások
2. Különleges műveletek
3. Az áldozat
4. A tanú
5. A merénylő
6. A gyilkosok
7. A felügyelők

- Az elnök embere sorozat

1. Elnöki parancs
2. A túsz
3. Vadászat
4. Lövészek
5. Titkos műveletek
6. W. E. B. Griffin és IV. William E. Butterworth: A törvényen kívüliek
7. W. E. B. Griffin és IV. William E. Butterworth: A mexikói ügy
8. W. E. B. Griffin és IV. William E. Butterworth: Veszélyes szolgálat

## Fordítás
- Ez a szócikk részben vagy egészben  a   W. E. B. Griffin című angol Wikipédia-szócikk ezen változatának fordításán alapul.  Az eredeti cikk szerkesztőit annak laptörténete sorolja fel. Ez a jelzés csupán a megfogalmazás eredetét és a szerzői jogokat jelzi, nem szolgál a cikkben szereplő információk forrásmegjelöléseként.